# Daisy Miller
Daisy Miller es una novela de Henry James escrita en 1878. 

## Argumento
La señorita Annie P. Miller aparece en Vevey, Suiza, con su madre y su hermano. Su padre, opulento y tosco nuevo rico, quiere pulirla y europeizarla. Daisy, como es llamada, conoce a un refinado joven norteamericano llamado Winterbourne, que se interesa por ella, desconcertado por su desenfado y su coqueta falta de tacto.
Se vuelven a ver en Roma y él trata de corregir la conducta de Daisy, sobre todo cuando comienza a coquetear públicamente con un italiano de poca clase llamado Giovanelli. Esto lleva a que la colonia norteamericana en Roma la condene al ostracismo. 
Daisy muere de unas fiebres contraídas en plena noche romana a solas con Giovanelli, y sus últimas palabras fueron un recado para Winterbourne: «Decidle que jamás me prometí a Giovanelli», como una invitación casi póstuma a largo noviazgo de ultratumba. Toda la tensión de amor y recelo entre Daisy y Winterbourne se debieron exclusivamente a un desajuste social.

## Temas
Los temas principales son:
- Los estadounidenses en el extranjero. Daisy Miller fue uno de los primeros temas abordados por Henry James, especialmente en los años posteriores a la guerra Civil. El boom de la postguerra había hecho surgir una nueva clase de empresarios estadounidenses cuyo estilo de vida era realizar un viaje hacia el arte y la cultura del antiguo mundo. El autor tenía los dos tipos de mentalidades. Era estadounidenses por su temperamento, y europeo por su estilo de vida, más simpático y enfatizando en la cultura, educación, y conversación.

- La tristeza y la seguridad de la vida que no se ha vivido. Los personajes focalizan su atención en una abstracción, un ideal o idea que ellos sienten, pero una y otra vez se dan cuenta demasiado tarde de que lo que han estado buscando y esperando ya ha pasado, o como el caso de Winterbourne que nunca llegó a darse cuenta. Winterbourne es en ese sentido el protagonista, pues el miedo y la falta de pasión le hacen esconderse detrás de la inocencia de Daisy.

## Adaptación cinematográfica
Existe una adaptación cinematográfica homónima dirigida por Peter Bogdanovich con Cybill Shepherd y Barry Brown. La película fue estrenada en 1974.
En España la película se estrenó con el título Una señorita rebelde.